# Battacio
Il battacio o meno correttamente batacchio (in veneto batocio, da cui proviene la battuta "mi son Arlechin Batocio /Orbo de na recia e sordo da un ocio") è uno strumento musicale della famiglia degli idiofoni a urto, composto di due assi di legno, simile ad una mazza, che, quando sbattuto, produce un rumore molto forte con poca forza.

## Descrizione
Lo strumento è usato nella commedia dell'arte, perché dà la possibilità agli attori di colpirsi ripetutamente, non ferendosi né riportando contusioni, ma provocando un effetto scenico e sonoro notevole. Tra le maschere che ne fanno uso, ci sono Arlecchino e lo Zanni, anche se l'uso del battacio in questi due personaggi è molto vario, ad esempio viene usato, sia come coltello di legno che come cucchiaio a causa della forma particolare concavo dalla parte interna, naturalmente l'uso più classico è quello di minaccia e offesa nelle risse tra servi, le celebri "piattonate" cioè con la lama usata di piatto.
Si tratta di una delle prime rudimentali forme di effetto speciale.
In Inghilterra, il battacio era noto come slap stick, e diede per questo il nome al filone cinematografico Slapstick, che riprende la grande importanza della gestualità dal teatro di quest'epoca.